# Friedrich Gärtner
Friedrich Gärtner   (Múnic, 11 de gener de 1824 - Múnic, 1905) va ser un pintor arquitectònic alemany.

## Biografia
Va néixer a Munic, fill de l'arquitecte Friedrich von Gärtner, amb qui va anar a Atenes el 1840. Després del seu retorn, va estudiar a l'Acadèmia i amb Simonsen, de Copenhaguen, després a París (1846) amb Claudius Jacquand; va visitar Espanya i el Marroc el 1848, va tornar a viure a París, el 1851-57, i es va establir a Munic, on es troben dos quadres seus, Interior d'una casa morisca i Cort d'un monestir a la llum de la lluna (1846) a la Nova Pinacoteca.